# Буало, Жиль
Жиль Буало (1631—1669) — французский поэт и переводчик, брат Николя Буало.
Был адвокатом при парижском парламенте и казначеем городской думы. Его стихотворения напечатаны в «Recueil de quelques pi èces nou velles» (т. 1, Кёльн, 1887). Он перевел также «Энеиду Вергилия», «Эпиктета», «Диогена Лаэрция» и др., и эти переводы вышли в свет вместе с письмами к нему брата Николя Буало, которого именно Жиль приобщил к творчеству.